# 岩崎灌園

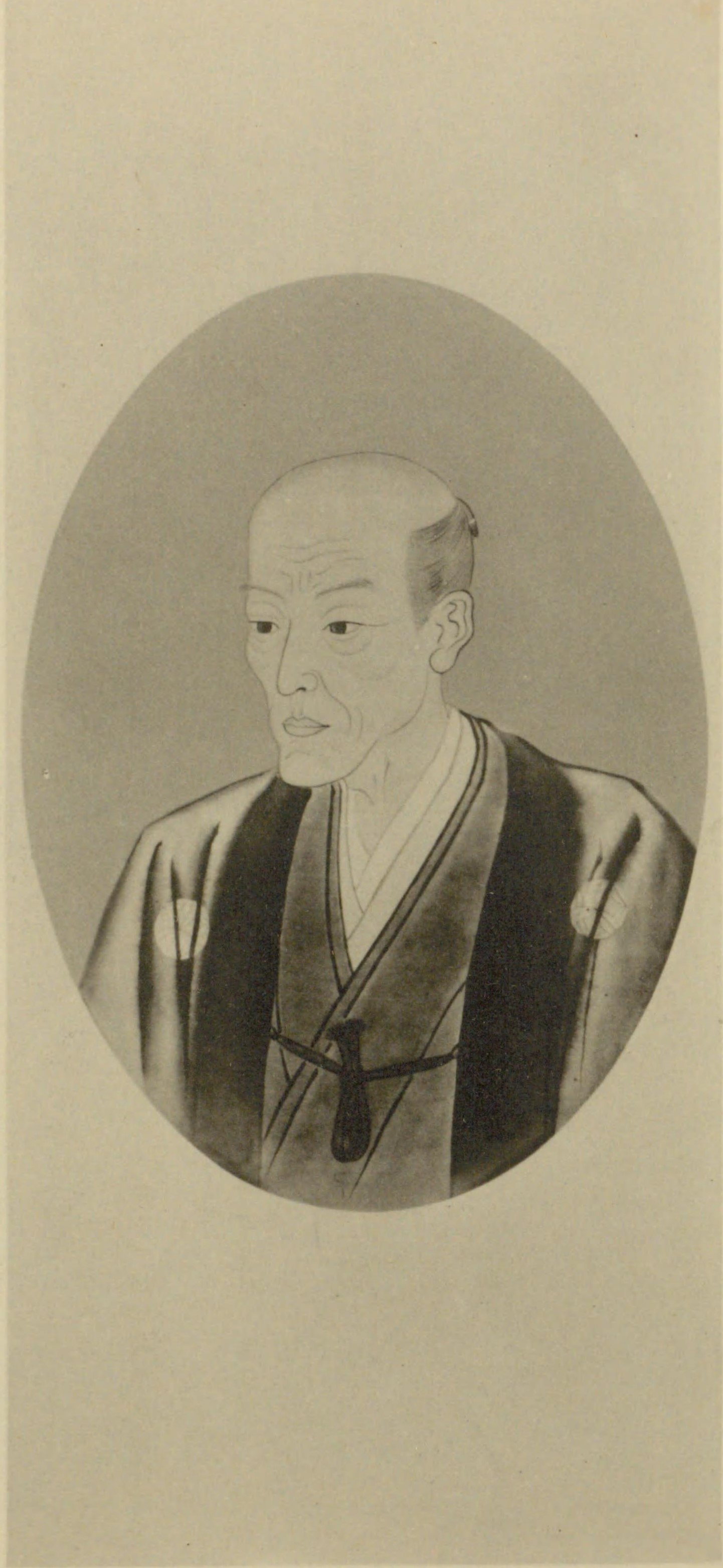
藤浪剛一『医家先哲肖像集』より岩崎灌園

岩崎 灌園（いわさき かんえん、天明6年6月26日（1786年7月21日） - 天保13年1月29日（1842年3月10日））は江戸時代後期の本草学者。『本草図譜』（96巻）の著者である。
江戸下谷、現在の御徒町に生まれる。名は常正、通称源蔵。父親は直参の徒士である。本草学を小野蘭山に学び、若年から本草家として薬草採取を行う。文化6年（1809年）に徒士見習いとして出仕した。文化11年（1814年）、灌園28歳の時、屋代弘賢編の『古今要覧稿』の編集、図版製作の手伝いを命じられる。文政3年（1820年）に小石川火除地の一部を貸与され薬種植場を設けた。著書に『本草図譜』『草木育種』『救荒本草通解』『日光山草木の図』などがある。

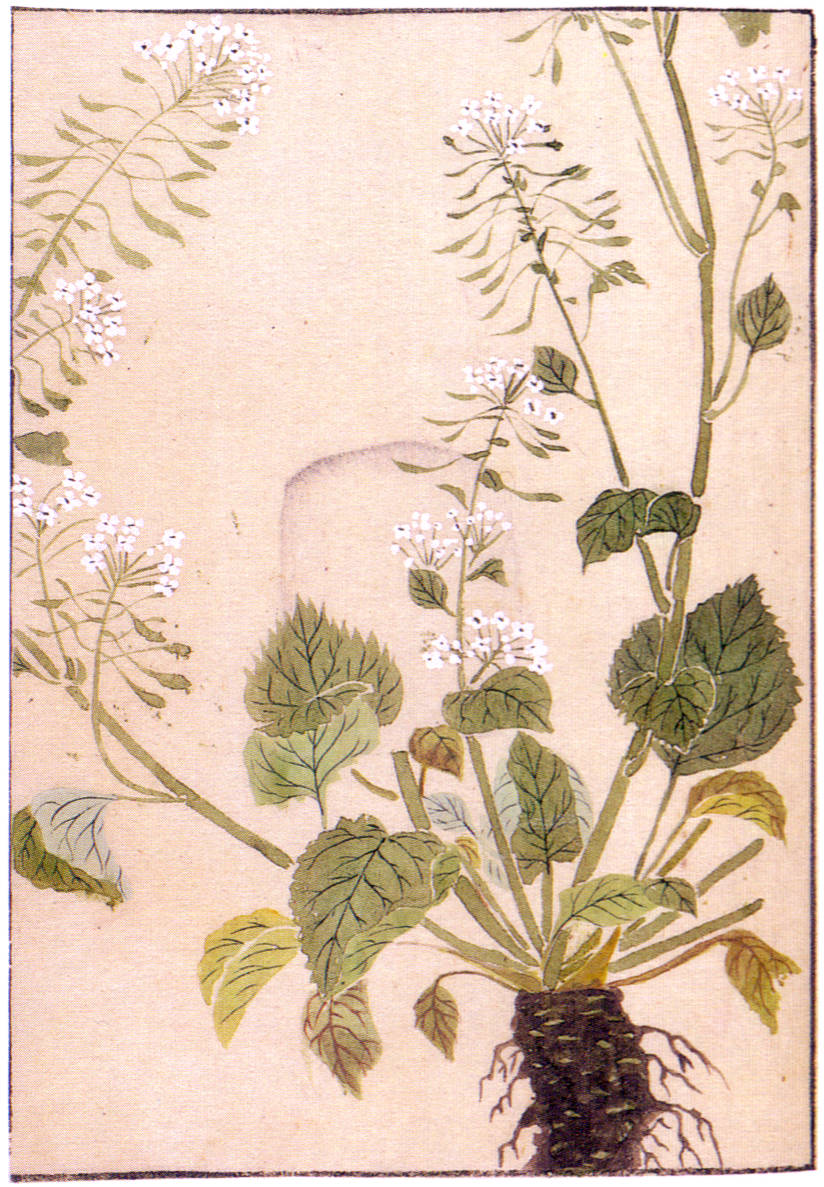
『本草図譜』のワサビ

『本草図譜』は20歳代から準備をすすめ20年をかけて作成され、文政11年（1828年）に完成した。これまでの本草書の図版が欠落していたり、精密さに欠けることに不満を感じた灌園が、自ら描いた2000種の図を集大成したもので、92冊からなり、李時珍の『本草綱目』にしたがって配列された。5巻から10巻は木版印刷して出版された（1～4巻は『本草項目』が植物以外の薬の項目であるため5巻から始まる）。その他は模写によって配布された。描かれた植物は自ら写生したもののほか、ヨハン・ヴィルヘルム・ヴァインマンの『花譜』からの転載も含まれた。

## 著作
灌園の著作の一部はマイクロフィルムないしスキャナーによるデジタル化処理済みで、インターネット上の国立国会図書館デジタルコレクション、都道府県立の文書館、国文学研究資料館電子資料館「国書データベース」などで公開されている。一方で目録に名前があるが、現存しないもしくは未発見の著作も幾つか知られる。なお、国立国会図書館所蔵の原本番号が「特1」から始まるものは幕末から明治期の植物学者白井光太郎が収集し寄贈したもの、「特7」は同時期の伊藤圭介が収集寄贈したものを指す。
- 『岩崎灌園自筆雑記』（写本、国立国会図書館所蔵、原本請求番号：特1-2610） doi:10.11501/2536743（他ナシ）
- 『種芸年中行事』（写本、国立国会図書館所蔵、原本請求番号：特1-2117）doi:10.11501/2536480 （国立国会図書館所蔵に他の写本あり）
- 『杜若考』（写本、国立国会図書館所蔵、原本請求番号：特1-28）doi:10.11501/2535614（国立国会図書館に他の写本あり）
- 『彫蓬考』（写本、国立国会図書館所蔵、原本請求番号：特1-731）doi:10.11501/2536013（他ナシ）
- 『救荒本草通解』（全8巻、写本、国立国会図書館所蔵、原本請求番号：特7-11）国立国会図書館書誌ID:000007282512（国会図書館、京大、東北大等にも他の写本あり）
- 『救荒野譜通解』（写本、国立国会図書館所蔵、原本請求番号：特7-10）doi:10.11501/2537132（東北大等にも他の写本あり）
- 『綱救外編』（草および樹木）（写本、国立国会図書館所蔵、原本請求番号：特1-1613） 国立国会図書館書誌ID:000007291608
- 『採薬時記』（写本、国立国会図書館所蔵、原本請求番号：特1-2976）doi:10.11501/2536971（他ナシ）
- 『道学』（写本、国立国会図書館所蔵、原本請求番号：特1-3379）doi:10.11501/2537059
- 『日光山草木之図』（写本、国立国会図書館所蔵、原本請求番号：特1-3389）doi:10.11501/2537064